# II. Lothár frank király
II. Lothár (?, 835 vagy 827 – Piacenza, 869. augusztus 8.) a Középső Frank Királyság uralkodója (855–869) volt a Karolingok dinasztiájából, I. Lothár római császár és Tours-i Ermengarde második fia.

## Gyermekei
- Lothár 855-ben házasodott meg Arles-i Theutbergával[4] (? – 875. november 25. előtt), 857-ben elváltak[5]
- 862. október 15-én feleségül vette korábbi szeretőjét, Waldradát[4] (836 – 868 után). Tőle születtek gyermekei:
  - Hugó[4] (855 k. – 895)
  - Berta[4] (863 – 925. március 8.)
  - Gizella[4] (865 k. – 908. január 18. után)
  - Imrgárd[4] (? – 89.? augusztus 6.)

| Előző uralkodó: I. Lothár | Frank király Lotaringia: 855 – 869 | Következő uralkodó: III. Lajos |